# 10.° Premios CANACINE
La 10.ª edición de los Premios CANACINE, otorgados por la Cámara Nacional de la Industria Cinematográfica y del Videograma de México, se celebró el 30 de abril del 2014 en el Centro Cultural Roberto Cantoral en la Ciudad de México, para reconocer las mejores producciones cinematográficas nacionales durante el 2013. Ludwika Paleta fue la conductora del evento.
| Predecesor: 9.° edición 2012 | Premios CANACINE 10.° edición 2013 | Sucesor: 11.° edición 2014 |

## Nominados y ganadores
Indica el ganador en cada categoría.
| Categoría                  | Nominados y ganadores                                                                                    |
| -------------------------- | --- |
| Mejor Película             | Nosotros, los Nobles                                                                                     |
| Mejor Película             | Amor a primera visa                                                                                      |
| Mejor Película             | Espacio interior                                                                                         |
| Mejor Película             | Heli |
| Mejor Película             | No se aceptan devoluciones                                                                               |
| Mejor Película             | No sé si cortarme las venas o dejármelas largas                                                          |
| Mejor Director             | Amat Escalante - Heli                                                                                    |
| Mejor Director             | Gary Alazraki - Nosotros, los Nobles                                                                     |
| Mejor Director             | Manolo Caro - No sé si cortarme las venas o dejármelas largas                                            |
| Mejor Director             | Carlos Cuarón - Besos de azúcar                                                                          |
| Mejor Director             | Eugenio Derbez - No se aceptan devoluciones                                                              |
| Mejor Actriz               | Karla Souza - Nosotros, los Nobles                                                                       |
| Mejor Actriz               | Karina Gidi - Tercera llamada                                                                            |
| Mejor Actriz               | Martha Higareda - El mariachi gringo                                                                     |
| Mejor Actriz               | Ludwika Paleta - No sé si cortarme las venas o dejármelas largas                                         |
| Mejor Actriz               | Cecilia Suárez - Nos vemos, papá                                                                         |
| Mejor Actor                | Luis Gerardo Méndez - Nosotros, los Nobles                                                               |
| Mejor Actor                | Damián Alcázar - Fecha de caducidad                                                                      |
| Mejor Actor                | Kuno Becker - Espacio interior                                                                           |
| Mejor Actor                | Eugenio Derbez - No se aceptan devoluciones                                                              |
| Mejor Actor                | Gonzalo Vega - Nosotros, los Nobles                                                                      |
| Mejor Campaña Publicitaria | No se aceptan devoluciones                                                                               |
| Mejor Campaña Publicitaria | Amor a primera visa                                                                                      |
| Mejor Campaña Publicitaria | No sé si cortarme las venas o dejármelas largas                                                          |
| Mejor Campaña Publicitaria | Nosotros, los Nobles                                                                                     |
| Mejor Canción              | Cuenta hasta diez de Natalia Lafourcade y Javier Blake - No sé si cortarme las venas o dejármelas largas |
| Mejor Canción              | Hablar de más de Quiero Club - Abolición de la propiedad                                                 |
| Mejor Canción              | María de Jaime Camil - Amor a primera visa                                                               |
| Mejor Canción              | Sueña corazón de Benny Ibarra - No se aceptan devoluciones                                               |
| Mejor Canción              | Será que no me amas de Jair Alcalá - Nosotros, los Nobles                                                |
| Mejor Canción              | Si me quedo sin nada de Goma - Nosotros, los Nobles                                                      |
| Mejor Canción              | Un millón de años de Renoh - Un mundo secreto                                                            |
| Mejor Promesa Femenina     | Loreto Peralta - No se aceptan devoluciones                                                              |
| Mejor Promesa Femenina     | Daniela Arce - Besos de azúcar                                                                           |
| Mejor Promesa Femenina     | Andrea Vergara - Heli                                                                                    |
| Mejor Promesa Masculina    | Juan Pablo Gil - Nosotros, los Nobles                                                                    |
| Mejor Promesa Masculina    | Armando Espitia - Heli                                                                                   |
| Mejor Promesa Masculina    | César Kancino - Besos de azúcar                                                                          |
| Mejor Película Documental  | Vuelve a la vida - Carlos Hagerman                                                                       |
| Mejor Película Documental  | Cuates de Australia - Everardo González                                                                  |
| Mejor Película Documental  | El paciente interno - Alejandro Solar Luna                                                               |
| Mejor Película Documental  | Miradas múltiples - Emilio Maillé                                                                        |
| Mejor Cortometraje         | La banqueta - Anaïs Pareto                                                                               |
| Mejor Cortometraje         | Huaraches de hule - Azucena Miranda                                                                      |
| Mejor Cortometraje         | Porcelana - Betzabé García                                                                               |